# ヘイディ・カサノバ
ヘイディ・カサノバ（Heidy Casanova、1998年11月6日 - ）は、キューバの女子バレーボール選手。ポジションはオポジット。元キューバ代表。表記の揺れでエイディ・カサノバと記されることがある。

## 来歴

### クラブチーム
ハバナ出身。2014年、Ciudad Habanaに入団。2018年1月、母国への帰国を拒否する形でフランスのLe Cannet Volley Ballへ入団し、シーズン途中からフランスリーグに出場した。2018/19シーズンはヴォレロ・ル・カネでプレーし、フランスリーグAでは4位となり、世界クラブ選手権に出場した。2019年7月、ブラジルのオザスコへ移籍し、2019/20シーズンのブラジル・スーパーリーガに出場したが、新型コロナウイルスのパンデミックによりリーグが中断となった。2020年6月、CSM Târgovișteへの移籍が発表され、2020/21シーズンのルーマニアリーグで優勝を果たした。2021年、ウクライナのSC Prometeyへ移籍したが、ロシアによるウクライナ侵攻の影響から途中で退団し、かつてプレーしたフランスのヴォレロ・ル・カネへ復帰し、途中からフランスリーグ参戦し優勝を果たした。2022/23シーズンは中国の北京汽车排球俱樂部でプレーし、中国スーパーリーグ終了後にトルコのBold Bld.でプレーした。2023/24シーズンはルーマニアのCSO Voluntari 2005でプレーし、ルーマニアリーグ優勝に貢献した。2024年10-11月開催のアスリーツ・アンリミテッドでプレーした。2024/25シーズンは新設されたLOVBに参戦することが発表され、ソルトレイク所属となった。

### 代表チーム
アンダーカテゴリーの代表として2014年、U-21パンアメリカンカップに出場し銀メダルを獲得。同年、15歳の若さで世界選手権に出場した。2015年、ワールドカップ、北中米選手権に出場した。2016年、ワールドグランプリに出場した。2017年、U-23世界選手権に出場した。

## 球歴
- 世界選手権 - 2014年
- ワールドカップ - 2015年
- ワールドグランプリ - 2015年、2016年
- 北中米選手権 - 2015年

## 所属クラブ
- Ciudad Habana（2014-2017年）
- Le Cannet Volley Ball（2017-2018年）
- ヴォレロ・ル・カネ（2018-2019年）
- オザスコ（2019-2020年）
- CSM Târgoviște（2020-2021年）
- SC Prometey（2021-2022年）
- ヴォレロ・ル・カネ（2022年）
- 北京汽车排球俱樂部（2022-2023年）
- Bold Bld.（2023年）
- CSO Voluntari 2005（2023-2024年）
- アスリーツ・アンリミテッド（2024年）
- LOVBソルトレイク（2024年-）